# Colin Pitchfork
Colin Pitchfork (Newbold Verdon, Reino Unido, 23 de marzo de 1961) es un criminal británico. Fue el primero en ser condenado por asesinato debido a pruebas basadas en huella genética y el primero en ser capturado como resultado de una búsqueda generalizada en bancos de muestras de ADN. Pitchfork violó y asesinó a dos menores. La primera de ellas en Narborough, en noviembre de 1983 y la segunda en Enderby en julio de 1986. Ambas localidades están situadas en el condado de Leicestershire. Fue arrestado el 19 de septiembre de 1987 y sentenciado a cadena perpetua el 22 de enero de 1988 tras haber admitido su culpabilidad.
Pitchfork fue a la escuela primaria de Market Bosworth y a la secundaria de Desford. Tras su matrimonio, en 1981, vivió en Littlethorpe.
Salió en libertad condicional el 1 de septiembre de 2021.

## Historia delictiva
El 21 de noviembre de 1983, Lynda Mann, de 15 años, salió de su casa para ir a visitar a una amiga. No volvió. A la mañana siguiente se encontró su cadáver en un camino desierto conocido como Black Pad. Había sido violada y estrangulada. Usando las técnicas forenses disponibles en aquella época, la policía vinculó una muestra de semen obtenida de su cuerpo con una persona cuyo factor Rh era A positivo y un perfil enzimático que solo coincidía con el 10% de las personas de sexo masculino. Los indicios probatorios no fueron suficientes para llevar a cabo ninguna detención pero el caso permaneció abierto.
El 31 de julio de 1986, otra joven de 15 años, Dawn Ashworth, tomó un atajo hacia su casa en lugar de seguir el camino habitual. Dos días más tarde, su cuerpo fue hallado en un área boscosa cerca de un sendero llamado Ten Pound Lane. Había sido golpeada, violada y estrangulada hasta morir. El modus operandi coincidía con el crimen de Lynda Mann y las muestras de semen revelaron que pertenecían al mismo grupo sanguíneo.
El principal sospechoso fue un joven de 17 años llamado Richard Buckland quien, durante su interrogatorio, reveló poseer conocimiento del cuerpo de Dawn Ashworth y admitió haberla asesinado, aunque negó su intervención en el de Lynda Mann.  Alec Jeffreys, de la Universidad de Leicester, acababa de desarrollar recientemente la técnica del análisis de ADN junto con Peter Gill y Dave Werrett, miembros del Forensic Science Service (FSS). El artículo en que la dieron conocer se publicó en 1985.
Gill comentó: 

I was responsible for developing all of the DNA extraction techniques and demonstrating that it was possible after all to obtain DNA profiles from old stains. The biggest achievement was developing the preferential extraction method to separate sperm from vaginal cells – without this method it would have been difficult to use DNA in rape cases.
Yo era responsable del desarrollo de las técnicas de extracción de ADN y debía demostrar que era posible obtener perfiles genéticos de muestras antiguas. El mayor logro fue el método de extracción preferencial que permitió separar el esperma de las células vaginales, sin el que hubiera sido muy difícil usar la prueba del ADN en casos de violación.

Usando esta técnica, Jeffreys comparó muestras de semen de ambos asesinatos con sangre de Buckland. Se demostró concluyentemente que ambas mujeres fueron asesinadas por el mismo hombre, pero Buckland no había sido el autor. La policía consultó al FSS para verificar los resultados de Jeffreys y decidir que dirección adoptar en la investigación del caso. Buckland fue la primera persona cuya ausencia de participación en un delito fue demostrada por la técnica del ADN.
Más tarde, Jeffreys dijo:

I have no doubt whatsoever that he would have been found guilty had it not been for DNA evidence. That was a remarkable occurrence.
No tengo la más mínima duda de que hubiera sido encontrado culpable de no haber sido por la prueba del ADN. Ese fue un acontecimiento digno de recordar.

La policía de Leicestershire y el FSS iniciaron una investigación en la que se pidió a 5 000 hombres de las proximidades que, voluntariamente, proporcionaran muestras de sangre o de saliva. Este trabajo duró seis meses. No se obtuvo ningún resultado positivo.
Posteriormente, se oyó a un tal Ian Kelly jactándose de haber obtenido 200 libras por haber donado una muestra haciéndose pasar por su amigo, Colin Pitchfork, un panadero de la localidad.
El 19 de septiembre de 1987, Pitchfork fue arrestado en su casa, en Haybarn Close, una localidad vecina a Littlethorpe. Durante el registro se encontró una muestra que coincidía con la del asesino. En el interrogatorio posterior, Pitchfork admitió haber practicado exhibicionismo delante de mujeres más de un millar de veces, comportamiento compulsivo que había comenzado a experimentar en los inicios de su adolescencia. El exhibicionismo dio lugar, más adelante, a la agresión sexual que tuvo como corolario, para proteger su identidad, el estrangulamiento de sus víctimas. Se declaró culpable de las dos violaciones y asesinatos así como de otro caso de ataque sexual. 
Pitchfork estaba preparando su mudanza a Littlethorpe cuando Lynda Mann fue asesinada y, cuando apareció el cadáver de Dawn Ashworth, residía en Haybarn Close. Fue sentenciado a cadena perpetua sin un plazo mínimo obligado de cumplimiento. Por tanto, tenía la oportunidad de ser liberado después de pasar 10 años en la cárcel.

## Apelación
El 14 de mayo de 2009, después del aplazamiento acordado el 30 de abril del mismo año, tuvo lugar la vista del recurso de apelación de Pitchfork en los Reales Tribunales de Justicia de Londres. Consiguió una reducción de dos años sobre su sentencia original de 30 años de prisión. De acuerdo con el veredicto final, su salida de prisión debiera ser posterior a 2016. Además, Igor Judge, el Lord Chief Justice, hizo constar en el momento de dictar sentencia que Pitchfork no podría ser «liberado a menos y hasta que la seguridad del pueblo esté asegurada.» 
La representación legal del condenado presentó pruebas de que el recluso Colin Pitchfork obtuvo una educación universitaria, mientras cumplía su condena, que le habilitó para ser un experto en transcribir partituras de música al lenguaje Braille. 
En abril de 2009, una escultura que Pitchfork había creado en prisión fue exhibida en el  Royal Festival Hall. Tras el escándalo suscitado por The Daily Mail, fue retirada de la muestra.